# Pieza de las Furias

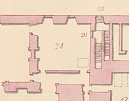
VIsta de la sala de las Furias en el plano del alcázar realizado por Teodoro Ardemans en 1705. A la izquierda la sala Dorada o de la Emperatriz; arriba, el patio de la Reina.

La pieza (o sala) de las Furias fue una estancia del desaparecido Alcázar de Madrid, relevante por su importancia artística, funcional y de etiqueta.

## Historia

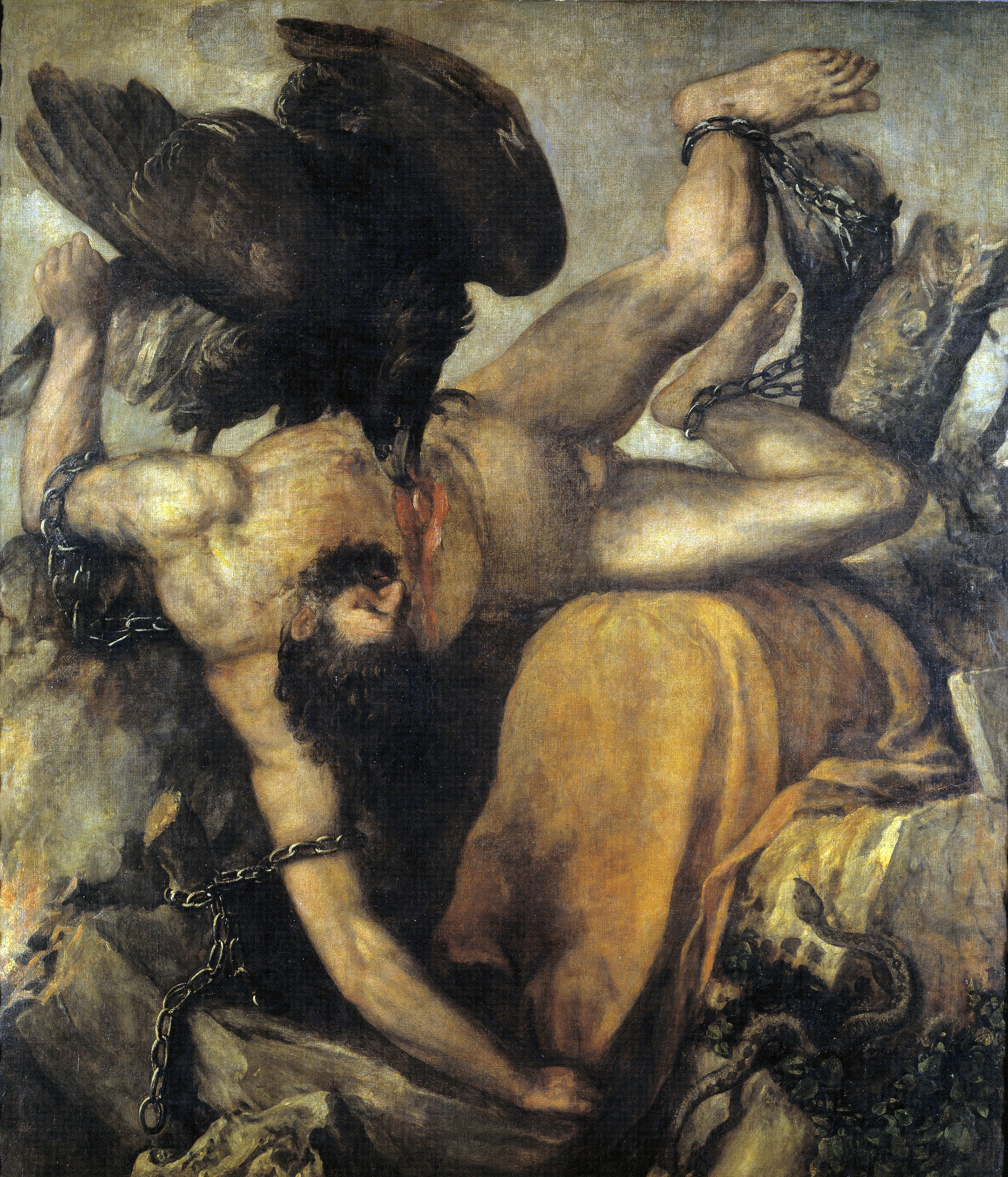
Ticio de Tiziano, parte del ciclo conocido como las Furias del que la sala tomaba su nombre.

La sala surgió a raíz de las reformas emprendidas en el alcázar madrileño por Carlos I, que llevaron a ampliar el edificio hacia el este, con la creación del patio de la Reina.
La pieza sirvió de dormitorio del rey desde Felipe II a Felipe IV. Tras la construcción de la nueva fachada a principios del siglo XVII fue destinada a sala de representación. 
En 1691 la habitación fue redecorada con motivo del nuevo matrimonio de Carlos II con Mariana de Neoburgo, colocándose una estructura denominada camón, según diseño de José Benito de Churriguera con dos gabinetes interiores y decorada con paneles dorados con motivos florales. Estos paneles fueron obra de Francesco Filippini, Bartolomé Pérez y otros pintores.
Durante el reinado de Felipe V y hasta el incendio del Alcázar, el cuarto fue utilizado por Felipe V para el despacho con el secretario de Estado todas las tardes. En esta última época también se pensó su acondicionamiento para albergar el Tesoro del Delfín.
La estancia desaparecería como consecuencia del incendio del Alcázar en la Nochebuena de 1734.

## Descripción

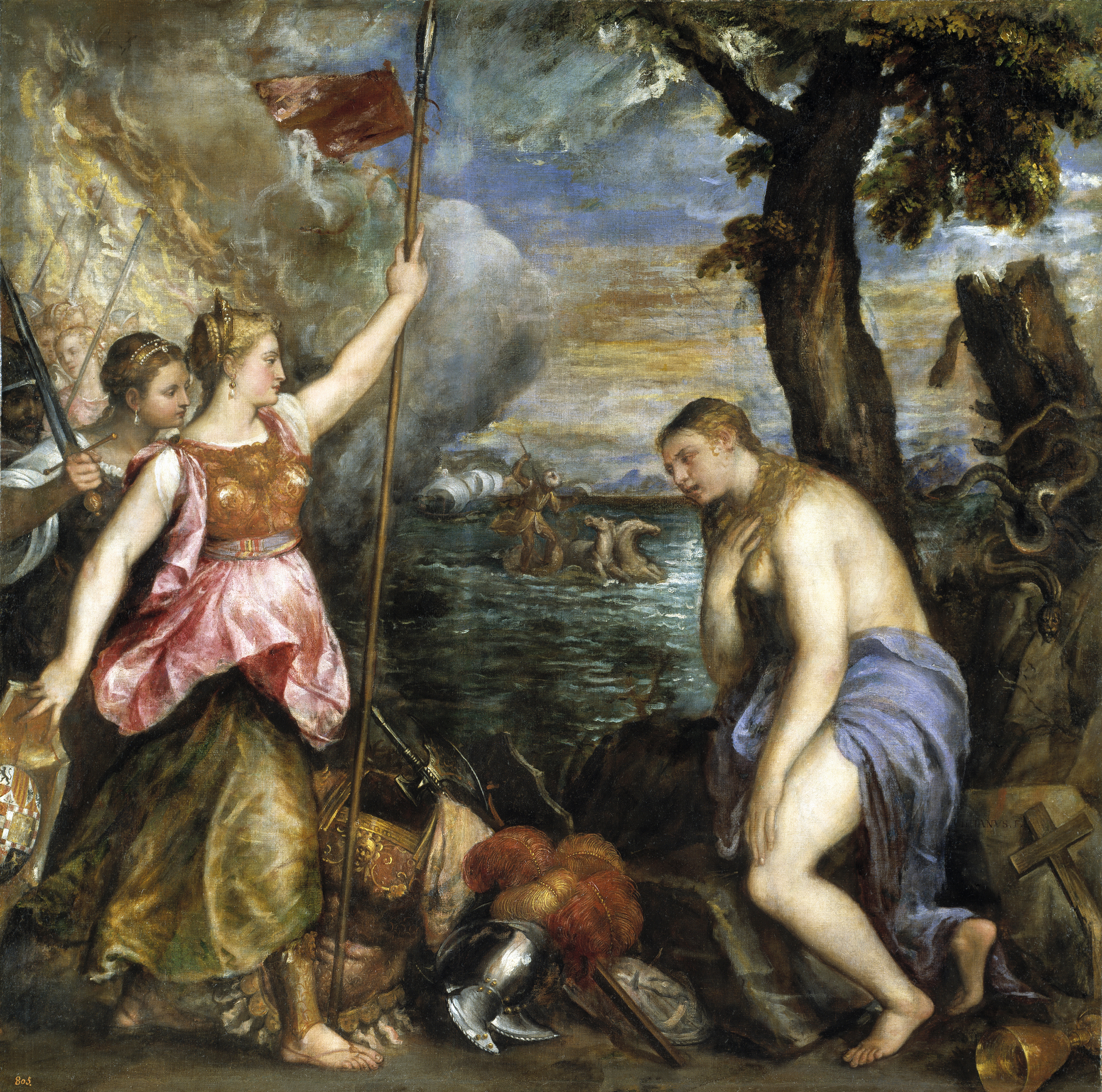
La Religión socorrida por España, obra de Tiziano que colgó en la pieza.

La Pieza de las Furias se situaba en la crujía sur del Alcázar, en su planta principal. Se localizaba en la parte interior de la crujía sur, al este de la sala de la Emperatriz. 
La sala era de forma cuadrangular, era abovedada y ocupaba dos alturas. Hasta la construcción del salón de Espejos en la primera mitad del siglo XVII, estuvo decorado por los cuadros conocidos como las Furias, de donde la sala tomaba su nombre habitual. En la estancia también estuvieron colgadas otras obras emblemáticas del mismo Tiziano como el retrato de Carlos V en la Batalla de Mühlberg o La Religión socorrida por España.

### Individuales
1. ↑  «Francesco Filippini». Instituto de Estudios Madrileños.
2. ↑  Martínez Leiva, Gloria (20 de febrero de 2018). «El Camón Dorado, una estructura de ensueño para Carlos II y Mariana de Neoburgo». Investigart. Consultado el 19 de diciembre de 2022.
3. ↑  Krahe Noblett, Cinta; Simal López, Mercedes (23 de diciembre de 2018). «Ornato y menaje «de la China del Japón» en la España de Felipe V e Isabel de Farnesio (1700-1766)». Cuadernos Dieciochistas 19 (0): 9. ISSN 2341-1902. doi:10.14201/cuadieci201819951. Consultado el 19 de diciembre de 2022.
4. ↑  Gómez-Centurión Jiménez, Carlos (30 de diciembre de 1996). «Etiqueta y ceremonial palatino durante el reinado de Felipe V: El reglamento de entradas de 1709 y el acceso a la persona del rey». Hispania 56 (194): 965-1005. ISSN 1988-8368. doi:10.3989/hispania.1996.v56.i194.721. Consultado el 19 de diciembre de 2022.
5. ↑  Barbeito, José Manuel (1992). Alcázar de Madrid. Comisión de Cultura, Colegio Oficial de Arquitectos de Madrid. ISBN 978-84-7740-066-0. Consultado el 19 de diciembre de 2022.
6. ↑  Falomir Faus, Miguel (2014). Las Furias : alegoría política y desafío artístico. Museo Nacional del Prado. ISBN 978-84-8480-282-2. Consultado el 20 de diciembre de 2022.